# Ioan I. Bucur
Ioan I. Bucur (n. 10 august 1951, Sibiu, România) este un geolog român, membru corespondent al Academiei Române din 2010 și membru titular din 2016.